# Dasychirinula chrysogramma
Dasychirinula chrysogramma är en fjärilsart som beskrevs av Erich Martin Hering 1926. Dasychirinula chrysogramma ingår i släktet Dasychirinula och familjen ädelspinnare. Inga underarter finns listade i Catalogue of Life.